# Clasificación de AFC para la Copa Mundial de Fútbol
La Clasificación de la AFC para la Copa Mundial de Fútbol es el campeonato de selecciones masculinas nacionales de fútbol en Asia, organizado por la Confederación Asiática de Fútbol (AFC).

## Historia
Aunque la Confederación Asiática de Fútbol fue fundada en 1954, la FIFA comenzó a asignar cupos a la zona de Asia para la Copa Mundial de Fútbol desde 1934. Todo comenzó con la actuación del protectorado británico de Palestina (actual Israel) que fue eliminado a manos de Egipto. Para 1938 estaba prevista la aparición de Japón, que fue la primera en una lista larga de selecciones que se retirarían en la historia de la clasificación. Por ello, el entonces protectorado neerlandés de las Indias Orientales Neerlandesas (actual Indonesia) fue el primer representante asiático en la máxima cita del fútbol mundial; asistiendo al Mundial de Francia 1938.

### Clasificación fallida de India
Debido a la Segunda Guerra Mundial los certámenes de 1942 y 1946 no se realizaron, por eso la clasificación volvería recién para la Copa Mundial de Fútbol de 1950. Allí se inscribieron Birmania, Filipinas e Indonesia que finalmente se retiraron. Por ello, India clasificó a la Copa del Mundo. Sin embargo, el equipo del subcontinente no pudo jugar el Mundial ya que la FIFA no permitió que los jugadores actuaran descalzos durante el torneo, por lo que se retiraron. Por ende, no hubo representante asiático para el torneo.

### Primeros pasos clasificatorios
Para el Mundial de 1954, por primera vez se jugaron partidos de clasificación en Asia, clasificando Corea del Sur sobre Japón, siendo el primer equipo del continente en obtener su tiquete al certamen mediante la eliminatoria. Cabe destacar que en 1954 se fundó la Confederación Asiática de Fútbol, por lo cual se esperaba una mayor organización del balompié en el continente.
Nuevamente se presentaron dos equipos para el proceso clasificatorio del Mundial de 1958. Sin embargo, Indonesia se retiró ante la negativa de los equipos asiáticos de enfrentarse a Israel, que iba a ser el único equipo en clasificar a un Mundial sin jugar un solo partido en la fase preliminar, lo cual finalmente no sucedería.
Para 1962, nuevamente Japón y Corea del Sur fueron los únicos seleccionados en presentarse. Los de la península ganaron la serie, pero no clasificaron al Mundial, cayendo contra su similar de Yugoslavia en el partido de vuelta jugado en Seúl.
Posteriormente, en la clasificación para el Mundial de Inglaterra 1966 se marcaría un hito histórico ante la negativa de los seleccionados africanos de jugar la eliminatoria, por lo que Siria y Corea del Sur se solidarizaron y Sudáfrica que había sido integrada para clasificar a través de dicha eliminatoria, fue excluida por su insistencia en presentar un equipo "solo para blancos". Finalmente, Corea del Norte decidió jugar por el cupo mundialista, venciendo a Australia.

### Clasificación de AFC y OFC
A partir de la clasificación de 1966, y formalizándose en 1970, la clasificación de AFC para la Copa Mundial de Fútbol incluyó a los equipos de la Confederación de Fútbol de Oceanía y Rodesia (entonces miembro de la AFC). La negativa de los equipos asiáticos para jugar partidos de clasificación continuó cuando Corea del Norte no optó por jugar rumbo al Mundial al encontrarse Israel en su grupo. Corea del Sur y Japón jugaron con Australia, quedando eliminados. Israel, aún en la confederación asiática, clasificó al Mundial de México 70 superando a Nueva Zelanda y a los australianos.
Para el Mundial de Alemania 1974, los equipos de Asia se quedaron con las manos vacías ya que Australia obtuvo el único cupo en disputa. Esta vez, los países de oriente próximo jugaron la clasificación, pero se negaron a hacerlo con Israel, que se enfrentó con seleccionados del lejano oriente.
En la clasificación para 1978 la cifra de equipos aumentó significativamente a 22, los cuales llegaron a disputar un pentagonal final que incluyó a Australia, Hong Kong, Kuwait, Corea del Sur y Irán, quien finalmente obtendría la plaza para el Mundial de Argentina marcando el regreso de un equipo de AFC tras ocho años de ausencia. Para destacar, esta sería la última clasificación que disputó Israel que se desafilió de AFC desde 1970.
Para 1982, Irán se retiró, y fueron 20 los equipos participantes de la clasificación, que fue la última con los equipos de Oceanía. Al cuadrangular final llegaron Arabia Saudita y China, junto a los dos primeros que avanzaron a la Copa del Mundo, Nueva Zelanda y Kuwait, ambos debutantes en la máxima cita del fútbol mundial.

### Clasificación actual
A partir de 1986 los países de la AFC realizan una clasificación independiente de la OFC, inicialmente con dos cupos directos al mundial y en 1998 se incrementaron a 3.5 cupos. El mundial 2002 se disputó por primera vez en territorio asiático, compartiendo la organización entre Japón y Corea del Sur, quienes se clasificaron directamente. Desde ese año, la AFC cuenta con 4 cupos directos al mundial y un cupo adicional que se disputa en repechaje contra otras confederaciones.

## Clasificaciones Asiáticas a las Copas del Mundo
Esta tabla muestra los principales resultados de las diversas ediciones de la Clasificación de AFC para la Copa Mundial. Para más información sobre un torneo en particular, véase el apartado correspondiente (detalles).
| País                                                              | Equipo                                                  | Clasificado |
| ----------------------------------------------------------------- | ------------------------------------------------------- | --- |
| Uruguay 1930 No hubo clasificados                                 |                                                         | |
| Italia 1934 Sin clasificado Detalles                              |                                                         | |
| Francia 1938 1 clasificado Detalles                               | Indias Orientales Neerlandesas                          | Clasificado automáticamente. |
| Brasil 1950 1 cupo 0 clasificados Detalles                        |                                                         | |
| Suiza 1954 1 clasificado Detalles                                 | Corea del Sur                                           | Ganador Grupo 13 Asia. |
| Suecia 1958 Sin clasificados Detalles                             |                                                         | |
| Chile 1962 Sin clasificados Detalles                              |                                                         | |
| Inglaterra 1966 1 clasificado Detalles                            | Corea del Norte                                         | Ganador clasificatoria AFC/OFC/CAF |
| México 1970 1 clasificado Detalles                                | Israel                                                  | Ganador clasificatoria AFC/OFC |
| Alemania 1974 Sin clasificados Detalles                           |                                                         | |
| Argentina 1978 1 clasificado Detalles                             | Irán                                                    | Ganador de clasificatoria AFC/OFC |
| España 1982 1 clasificado Detalles                                | Kuwait                                                  | Ganador clasificatoria AFC/OFC |
| México 1986 2 clasificados Detalles                               | Irak Corea del Sur                                      | Ganador Zona A AFC Ganador Zona B AFC |
| Italia 1990 2 clasificados Detalles                               | Corea del Sur Emiratos Árabes Unidos                    | Ganador clasificatoria AFC Segundo clasificatoria AFC |
| Estados Unidos 1994 2 clasificados Detalles                       | Arabia Saudita Corea del Sur                            | Ganador clasificatoria AFC Segundo clasificatoria AFC |
| Francia 1998 4 clasificados Detalles                              | Arabia Saudita Corea del Sur Japón Irán                 | Ganador Grupo A AFC Ganador Grupo B AFC Ganador repechaje AFC Ganador repechaje AFC/OFC |
| Corea del Sur y Japón 2002 4 clasificados Detalles                | Corea del Sur Japón Arabia Saudita China                | Co-organizador Copa del Mundo Co-organizador Copa del Mundo Ganador Grupo A AFC Ganador Grupo B AFC |
| Alemania 2006 4 clasificados Detalles                             | Arabia Saudita Japón Corea del Sur Irán                 | Ganador Grupo A AFC Ganador Grupo B AFC Segundo Grupo A AFC Segundo Grupo B AFC |
| Sudáfrica 2010 4 clasificados Detalles                            | Australia Corea del Sur Japón Corea del Norte           | Ganador Grupo 1 AFC Ganador Grupo 2 AFC Segundo Grupo 1 AFC Segundo Grupo 2 AFC |
| Brasil 2014 4 clasificados Detalles                               | Irán Japón Corea del Sur Australia                      | Ganador Grupo 1 AFC Ganador Grupo 2 AFC Segundo Grupo 1 AFC Segundo Grupo 2 AFC |
| Rusia 2018 5 clasificados Detalles                                | Irán Japón Corea del Sur Arabia Saudita Australia       | Ganador Grupo 1 AFC Ganador Grupo 2 AFC Segundo Grupo 1 AFC Segundo Grupo 2 AFC Ganador repesca AFC–Concacaf |
| Catar 2022 6 clasificados Detalles                                | Catar Irán Arabia Saudita Corea del Sur Japón Australia | Organizador Copa del Mundo Ganador Grupo A AFC Ganador Grupo B AFC Segundo Grupo A AFC Segundo Grupo B AFC Ganador repesca AFC–Conmebol                                                                                   |
| Canadá / Estados Unidos / México 2026 8 o 9 clasificados Detalles | Irán Corea del Sur Japón Uzbekistán Jordania Australia  | Ganador Grupo A AFC Ganador Grupo B AFC Ganador Grupo C AFC Segundo Grupo A AFC Segundo Grupo B AFC Segundo Grupo C AFC Ganador Cuarta ronda de la clasificación Grupo A Ganador Cuarta ronda de la clasificación Grupo B |

### Equipos clasificados
| País                   | Participaciones | Mundiales                                                               | Mejor resultado                           |
| ---------------------- | --------------- | ----------------------------------------------------------------------- | ----------------------------------------- |
| Corea del Sur          | 12              | 1954, 1986, 1990, 1994, 1998, 2002, 2006, 2010, 2014, 2018, 2022 y 2026 | Cuarto lugar: 2002                        |
| Japón                  | 8               | 1998, 2002, 2006, 2010, 2014, 2018, 2022 y 2026                         | Octavos de final: 2002, 2010, 2018 y 2022 |
| Arabia Saudita         | 7               | 1994, 1998, 2002, 2006, 2018, 2022 y 2034                               | Octavos de final: 1994                    |
| Irán                   | 7               | 1978, 1998, 2006, 2014, 2018, 2022 y 2026                               | Primera fase                              |
| Australia              | 5               | 2010, 2014, 2018 , 2022 y 2026                                          | Octavos de final: 2022                    |
| Corea del Norte        | 2               | 1966 y 2010                                                             | Cuartos de final: 1966                    |
| Jordania               | 1               | 2026                                                                    |                                           |
| Uzbekistán             | 1               | 2026                                                                    |                                           |
| Catar                  | 1               | 2022                                                                    | Primera fase                              |
| China                  | 1               | 2002                                                                    | Primera fase                              |
| Emiratos Árabes Unidos | 1               | 1990                                                                    | Primera fase                              |
| Irak                   | 1               | 1986                                                                    | Primera fase                              |
| Kuwait                 | 1               | 1982                                                                    | Primera fase                              |
| Israel                 | 1               | 1970                                                                    | Primera fase                              |
| Indonesia              | 1               | 1938                                                                    | Primera fase                              |

La  FIFA considera que Indonesia fue al mundial a bajo de nombre de Selección de las Indias Orientales Neerlandesas cuando aún era colonia de los Países Bajos

### Tabla histórica de goleadores
| #                                         | País                                  | Jugador             | Goles | Partidos | Promedio | Torneo clasificatorio                   |
| ----------------------------------------- | ------------------------------------- | ------------------- | ----- | -------- | -------- | --------------------------------------- |
| 1                                         | Bandera de Irán                       | Ali Daei            | 35    | 47       | 0.74     | 1994 (7), 1998 (9), 2002 (10), 2006 (9) |
| 2                                         | Bandera de Irán                       | Karim Bagheri       | 28    | 29       | 0.97     | 1998 (19), 2002 (8), 2010 (1)           |
| 3                                         | Bandera de Japón                      | Kazu Miura          | 27    | 22       | 1.23     | 1994 (13), 1998 (14)                    |
| =                                         | Bandera de Irán                       | Sardar Azmoun       | 27    | 40       | 0.68     | 2018 (11), 2022 (10), 2026 (6)          |
| 5                                         | Bandera de Irán                       | Mehdi Taremi        | 25    | 43       | 0.58     | 2018 (8), 2022 (7), 2026 (10)           |
| =                                         | Bandera de Corea del Sur              | Son Heung-min       | 25    | 47       | 0.53     | 2014 (1), 2018 (7), 2022 (7), 2026 (10) |
| 7                                         | Bandera de Emiratos Árabes Unidos     | Ali Mabkhout        | 24    | 32       | 0.75     | 2018 (7), 2022 (14), 2026 (3)           |
| 8                                         | Bandera de la República Popular China | Wu Lei              | 20    | 39       | 0.51     | 2018 (3), 2022 (12), 2026 (5)           |
| 9                                         | Bandera de Catar                      | Almoez Ali          | 18    | 23       | 0.78     | 2018 (0), 2022 (6), 2026 (12)           |
| =                                         | Bandera de Australia                  | Tim Cahill          | 18    | 30       | 0.60     | 2010 (4), 2014 (3), 2018 (11)           |
| 11                                        | Bandera de la República Popular China | Yang Xu             | 17    | 15       | 1.13     | 2014 (4), 2018 (8), 2022 (5)            |
| =                                         | Bandera de Arabia Saudita             | Mohammed Al-Sahlawi | 17    | 16       | 1.06     | 2014 (1), 2018 (16)                     |
| =                                         | Bandera de Emiratos Árabes Unidos     | Ahmed Khalil        | 17    | 31       | 0.55     | 2014 (1), 2018 (16)                     |
| Última actualización: 10 de junio de 2025 |                                       |                     |       |          |          |                                         |